# 남양주월문초등학교
남양주월문초등학교는 대한민국 경기도 남양주시에 있는 공립 초등학교이다.

## 학교 연혁
- 1952년 4월 10일 덕소국민학교 월문분실 개설
- 1966년 3월 1일 덕소국민학교 월문분교 개교
- 1975년 3월 1일 월문국민학교 개교
- 1985년 3월 1일 병설유치원 개원
- 1996년 3월 1일 남양주월문초등학교로 개칭
- 2010년 3월 1일 경기도교육청 지정 혁신학교 지정(2010~2013)
- 2014년 2월 14일 제39회 졸업식(총 793명)
- 2014년 3월 1일 경기도교육청 지정 혁신학교 재지정(2014~2018)
- 2014년 3월 1일 제13대 박준표 교장 취임 / 6학급 편성(+ 유치원 1학급)
- 2015년 2월 13일 제40회 졸업식(총 812명)